# Lumbardh Salihu
Lumbardh Salihu (* 18. November 1992 in Gjilan, BR Jugoslawien, heute Kosovo) ist ein österreichischer Fußballspieler kosovarischer Abstammung.

## Karriere
Salihu begann seine Karriere beim FAC. 2008 wechselte er zum SC Technopool Brigittenau. Nach weiteren Stationen beim SC Team Wiener Linien und bei L.A. Riverside kam er im Jänner 2011 zum Stadtligisten SV Wienerberg. Für Wienerberg absolvierte er elf Spiele in der Wiener Stadtliga, in denen er vier Tore erzielen konnte.
Im Sommer 2011 wechselte er nach England zum Viertligisten Northampton Town, bei dem er einen Zweijahresvertrag erhielt. Sein Debüt für Northampton gab er im August 2011, als er in der zweiten Runde des League Cups gegen die Wolverhampton Wanderers in der 77. Minute für Adebayo Akinfenwa eingewechselt wurde. Im folgenden Monat folgte gegen Macclesfield Town schließlich auch sein Debüt in der League Two. Diese beiden Spiele blieben jedoch seine einzigen für die Briten und im Jänner 2012 wurde sein Vertrag bei Northampton aufgelöst.
Zur Saison 2012/13 kehrte Salihu nach Österreich zurück, wo er sich dem Regionalligisten SK Austria Klagenfurt anschloss. Ab der Saison 2013/14 kam er zudem für den Kooperationsklub Annabichler SV in der Kärntner Liga zum Einsatz. Im Sommer 2014 verließ er die Kärntner.
Im Jänner 2015 wechselte er zum Stadtligisten Post SV Wien. Zur Saison 2015/16 wechselte er zum Regionalligisten SV Oberwart. Nach einem halben Jahr bei den Burgenländern schloss er sich im Jänner 2016 dem Ligakonkurrenten 1. SC Sollenau an. Nach dem Rückzug der Sollenauer aus der Regionalliga wechselte er im Sommer 2016 zur SV Schwechat.
Im Jänner 2017 wechselte Salihu in den Kosovo zum Erstligisten KF Llapi. Seit Juli 2017 spielt Salihu für den niederösterreichischen Landesligisten SV Haitzendorf.